# Tavares (Rio Grande do Sul)
Tavares är en kommun i Brasilien.   Den ligger i delstaten Rio Grande do Sul, i den södra delen av landet, 1 800 km söder om huvudstaden Brasília. Antalet invånare är 5 351. Arean är 6 043 kvadratkilometer.
Terrängen i Tavares är mycket platt.
Trakten runt Tavares består i huvudsak av gräsmarker. Runt Tavares är det glesbefolkat, med 14 invånare per kvadratkilometer.